# Malpur (stato)
Lo Stato di Malpur fu uno stato principesco del subcontinente indiano, avente per capitale la città di Malpur.

## Storia
Lo stato di Malpur venne fondato nel 1466, ma poco si sa dei primi anni della sua fondazione.
Malpur venne unito allo stato di Baroda sulla base dell' Attachment Scheme nel dicembre del 1943. L'ultimo regnante dello stato fu Rawal Shri Gambhirsinhji Himatsinhji. Lo stato entrò a far parte dell'Unione Indiana il 1º maggio 1949.

## Governanti
I regnanti di Muli avevano il titolo di raol.

### Raol
- 1780–1796 Indrasinhji
- 1796 Jamalsinhji                        (m. 1796)
- 1796–1816 Takhtsinhji Jamalsinhji
- 1816 –1822 Shivsinhji I
  - 1822–1843                .... - reggenza
- 1843–18.. Dipsinhji I                        (n. 1822 – m. 18..)
- 1875–1882 Shivsinhji II Khumansinhji         (1841–1882)
- 12 aprile 1882 – 1914 Dipsinhji II                       (1863–1914)
- 1914–1923 Jaswatsinhji Dipsinhji             (1886–1923)
- 23 giugno 1923 – 1947 Gambhirsinhji Himmatsinhji         (1914–1969)